# فران مانزانارا
فران مانزانارا (انگلیسی: Fran Manzanara؛ زادهٔ ۱۲ سپتامبر ۱۹۹۶) بازیکن فوتبال اهل اسپانیا است.
از باشگاه‌هایی که در آن بازی کرده‌است می‌توان به باشگاه فوتبال لوانته اشاره کرد.